# 2009-es ázsiai junior baseballbajnokság
A 2009-es ázsiai junior baseballbajnokság volt a nyolcadik ázsiai junior baseballbajnokság, melyet az ázsiai baseballszövetség szervezett. A versenyt 2009. augusztus 25–29. között Szöulban rendezték meg. A bajnokság győztese a dél-koreai válogatott lett, ami a kínai tajpeji csapatot győzte le a döntőben 9–2 arányban. A két döntőbe jutott csapat kvalifikálta magát az U18-as baseball-világkupára.

## Csoportkör
| # | Csapat       | Mérkőzés | Győzelem | Vereség | Szerzett futás | Kapott futás | Győzelmi arány |
| - | ------------ | -------- | -------- | ------- | -------------- | ------------ | -------------- |
| 1 | Dél-Korea    | 2        | 2        | 0       | 9              | 5            | 1,000          |
| 2 | Kínai Tajpej | 2        | 1        | 1       | 7              | 6            | .500           |
| 3 | Japán        | 2        | 0        | 2       | 2              | 5            | .000           |

| # | Csapat    | Mérkőzés | Győzelem | Vereség | Szerzett futás | Kapott futás | Győzelmi arány |
| - | --------- | -------- | -------- | ------- | -------------- | ------------ | -------------- |
| 1 | Kína      | 2        | 2        | 0       | 27             | 3            | 1,000          |
| 2 | Srí Lanka | 2        | 1        | 1       | 5              | 15           | .500           |
| 3 | Thaiföld  | 2        | 0        | 2       | 4              | 18           | .000           |

## Egyenes kiesés szakasz
|  | Elődöntők    | Elődöntők    | Elődöntők    |   |           | Döntő         | Döntő | Döntő |
|  |              |              |              |   |           |               |       |       |
|  |              |              |              |   |           |               |       |       |
|  | Dél-Korea    | Dél-Korea    | 6            |   |           |               |       |       |
|  | Kína         | Kína         | 0            |   |           |               |       |       |
|  |              |              |              |   |           |               |       |       |
|  |              |              |              |   |           |               |       |       |
|  |              |              |              |   | Dél-Korea | Dél-Korea     | 9     |       |
|  |              | Kínai Tajpej | Kínai Tajpej | 2 |           |               |       |       |
|  |              |              |              |   |           |               |       |       |
|  |              |              |              |   |           |               |       |       |
|  |              |              |              |   |           | Bronzmérkőzés |       |       |
|  |              |              |              |   |           |               |       |       |
|  | Kínai Tajpej | Kínai Tajpej | 5            |   | Japán     | Japán         | 28    |       |
|  | Japán        | Japán        | 0            |   |           | Kína          | Kína  | 0     |

### 5–6. hely
| 5.        |     | 6.       |
| --------- | --- | -------- |
| Srí Lanka | 7–6 | Thaiföld |

## Végeredmény
| Hely | Csapat       |
| ---- | ------------ |
| 1    | Dél-Korea    |
| 2    | Kínai Tajpej |
| 3    | Japán        |
| 4    | Kína         |
| 5    | Srí Lanka    |
| 6    | Thaiföld     |